# 安全地帯 “完全復活” コンサートツアー2010 Special at 日本武道館 〜Start & Hits〜「またね…。」
『安全地帯 “完全復活” コンサートツアー2010　Special at 日本武道館　〜Start & Hits〜「またね…。」』(あんぜんちたい・かんぜんふっかつ・コンサートツアー2010 スペシャルアット にほんぶどうかん 〜スタート アンド ヒッツ〜「またね…。」)は日本のロックバンド安全地帯のライブ・アルバム。2010年12月8日にユニバーサルミュージックより発売された。
同年12月22日に発売されたライブ・ビデオについても、本稿にて解説する。

## 解説
ライブ・アルバムとしては前作『安全地帯VI LIVE 〜月に濡れたふたり〜』より約5年振りとなる。
2010年に行われた日本武道館でのライブ音源を収録。
収録曲の一部は、アコースティック・メドレーで披露された。

## 収録曲

### Disc.1
1. じれったい
2. 熱視線
3. 好きさ
4. プルシアンブルーの肖像
5. 銀色のピストル
6. マスカレード
7. 真夜中すぎの恋
8. 月に濡れたふたり
9. 蒼いバラ
10. ワインレッドの心 (アコースティック・メドレー)
11. 恋の予感 (アコースティック・メドレー)
12. 碧い瞳のエリス (アコースティック・メドレー)
13. Friend (アコースティック・メドレー)
14. 夏の終りのハーモニー (アコースティック・メドレー)
15. To me (アコースティック・メドレー)
16. ほゝえみ (アコースティック・メドレー)
17. かあさんの歌 - あの頃へ (アコースティック・メドレー)

### Disc.2
1. Lonely Far
2. どーだい
3. We’re alive
4. 夢になれ
5. 雨
6. オレンジ
7. ひとりぼっちのエール
8. I Love Youからはじめよう
9. 悲しみにさよなら

## 安全地帯 “完全復活” コンサートツアー2010 Special at 日本武道館 〜Start & Hits〜「またね…。」 (映像作品)
『安全地帯”完全復活”コンサートツアー2010 Special at 日本武道館 〜Starts & Hits〜「またね…。」』(あんぜんちたい"かんぜんふっかつ"コンサートツアー2010・スペシャル・アット・にほんぶどうかん〜スターツ・アンド・ヒッツ〜「またね…。」)は日本のロックバンド安全地帯が発売したライブ・ビデオ。

### 解説
ライブ映像を収めた作品としては、前作より約10年振りのリリースとなる。

### セットリスト
1. じれったい
2. 熱視線
3. 好きさ
4. プルシアンブルーの肖像
5. 銀色のピストル
6. マスカレード
7. 真夜中すぎの恋
8. 月に濡れたふたり
9. 蒼いバラ
10. MC
11. ワインレッドの心 (アコースティック・メドレー)
12. 恋の予感 (アコースティック・メドレー)
13. 碧い瞳のエリス (アコースティック・メドレー)
14. Friend (アコースティック・メドレー)
15. 夏の終りのハーモニー (アコースティック・メドレー)
16. To me (アコースティック・メドレー)
17. ほゝえみ (アコースティック・メドレー)
18. かあさんの歌 - あの頃へ (アコースティック・メドレー)
19. Lonely Far
20. どーだい
21. We’re alive
22. 夢になれ
23. 雨
24. オレンジ
25. ひとりぼっちのエール
26. I Love Youからはじめよう
27. 悲しみにさよなら